# Mistero Buffo
Mistero Buffo  ("Komisch mysterie") is een toneelstuk uit 1969, geschreven door de Italiaanse toneelschrijver Dario Fo, wat onder andere wordt verteld in zijn eigen grammelot.
In Vlaanderen is dit stuk echter bekend geworden dankzij de theaterversie van de groep de Internationale Nieuwe Scène uit 1972. Hun versie wordt nog steeds beschouwd als een van de beste en belangrijkste Vlaamse theaterproducties en was destijds zowel een kritisch als populair succes.

## Inhoud
Koning Herodes I laat alle pasgeborenen ombrengen om de komst van de Messias te verhinderen. Een nar (Charles Cornette) vertolkt de rol van rode draad en vertelt het verhaal dat grotendeels uit tussenscènes en -sketches bestaat. Het evangelie wordt vanuit het gezichtspunt van het volk verteld en mengt vaak satire en zelfs godslasterlijke taferelen door elkaar. Historische gegevens worden  vermengd met actualiteit, waarbij het Bijbelverhaal bijvoorbeeld marxistische ondertonen krijgt en als een menselijke strijd tegen verdrukking en uitbuiting gezien wordt. Het verhaal eindigt met het lijdensverhaal en de kruisiging van Jezus Christus.

## Belgische bewerking
Begin jaren 70 speelden Hilde Uitterlinden en Charles Cornette in de Antwerpse KNS de hoofdrol in Dario Fo's "Het zevende gebod: steel wat minder", in een regie van Arturo Corso. Uitterlinden en Cornette ontdekten via dit stuk een heel ander soort theater en reisden zes maanden lang mee met Corso om te zien wat er op theatervlak in Europa gebeurde.
"Mistero Buffo" ontstond uit twee spektakeltoneelstukken van Dario Fo: "Ci ragiono e canto"  ("Ik denk er over na en ik zing") en de monologen en middeleeuwse jonglerieën die Fo solo speelde als  "Mistero Buffo". Het verhaal, dat het leven van de gewone man verhaalt samen met de belangrijke momenten uit het leven van Jezus Christus, werd door Uitterlinden en Cornette vertaald naar Vlaamse dialecten en folkloristische liederen. Ze stuurden een cassettebandje op naar Maurice Huisman, directeur van de Muntschouwburg, en die zond hun een telegram terug met de boodschap dat ze "onmiddellijk moesten beginnen." Een groot deel van de inspiratie haalden de makers uit de middeleeuwse jongleurs, kermisartiesten, mysteriespelen en lekenpassies. In die dagen voerde men vaak toneelstukken voor het gewone volk op waarbij men onderhuids satirische kritiek leverde op de machthebbers en praatte over de problemen en situatie van de gewone mensen. De makers selecteerden een hele reeks volksliedjes  die handelen over het leven, de seizoenswisselingen, liefde, de landbouw, fabrieksarbeid, feesten, rouw, honger, oorlog, verzet, geboorte en dood. Het muzikale ritme van deze volksmuziek werd bepaald door het arbeidsritme.

### Ontvangst
Het stuk ging op 16 november 1972 als vrije productie in première, in de kleine zaal van de Koninklijke Muntschouwburg in Brussel. De Franstalige versie ging in augustus 1973 in première op het Festival van Avignon. In 1973 werd het stuk hernomen, deels met een andere bezetting. Acteurs als Dora van der Groen, Emmy Leemans, Bernard Verheyden, Walter Coomans en vooral Jan Decleir braken met het stuk door. Wannes Van de Velde en Bernard Van Lent spitsten zich toe op de muzikale bewerking van de Italiaanse volksliederen. Zo werd de Internationale Nieuwe Scène of "Nouvelle Scène Internationale" opgericht. 
De voorstelling duurde drie uur, en sloeg in als een bom. Wim Van Gansbeke noemde het "het beste wat het geëngageerde theater ooit heeft voortgebracht." "Mistero Buffo" ging ook op theatertournee en trad voor zo veel mogelijk verschillende soorten verenigingen op, teneinde alle drempels weg te spelen: vormingsorganisaties, vakbewegingen, vrouwengroeperingen, stakingsacties. Er werd zelfs een circustent gekocht. Pas in 1975 ontving de groep haar eerste kleine subsidies. Een van de redenen waarom het toneelstuk een van de meest markante en geprezen stukken van het Nederlandstalig theater tijdens de jaren 70 werd had te maken met het totaalspektakel. De Internationale Nieuwe Scène beheerste zowel solo- als ensemblespel en bracht veel variatie op vlak van zang, dans en humor. Zowel critici als het grote publiek waren vol lof over het stuk.
De muziek verscheen in 1972 op plaat en later ook op cd. In 1975 won de Internationale Nieuwe Scène de Arkprijs van het Vrije Woord
In 1994 werd "Mistero Buffo" hernomen, maar met slechts vier van de oorspronkelijke acteurs.
In 2010 coverde het strijdkoor Hei Pasoep deze nummers.

## Rolverdeling
- Dario Fo - (scenario)
- Arturo Corso, Hilde Uitterlinden, Dirk Ceus en Charles Cornette - (regie, choreografie, vormgeving)
- Wannes Van de Velde - (muziek, gitaar)
- Flor Hermans - (viool)
- Bernard Van Lent - (accordeon)

### Koor
- Anne Chappuis
- Vera Coomans
- Jeannine Godinas
- Emmy Leemans
- Marie-Françoise Manuel
- Hilde Uitterlinden
- Nelly Vandendriessche
- Caroline van Gastel
- Walter Coomans
- Charles Cornette
- Jan Decleir
- Roland De Bièvre
- Herman Gilis
- Gilles Lagay
- Idwig Stéphan
- Bernard Verheyden
- Fred Van Kuyk